# Glitrefonna Glacier
Glitrefonna Glacier är en glaciär i Antarktis. Den ligger i Östantarktis. Norge gör anspråk på området. Glitrefonna Glacier ligger 1 279 meter över havet.
Terrängen runt Glitrefonna Glacier är varierad.  Trakten är obefolkad. Det finns inga samhällen i närheten. 